# 15e cérémonie des Vancouver Film Critics Circle Awards
La 15e cérémonie des Vancouver Film Critics Circle Awards (VFCC Awards), décernés par le Vancouver Film Critics Circle, a eu lieu le 5 janvier 2015, et a récompensé les films réalisés l'année précédente.

## Palmarès

### Productions internationales

#### Meilleur film
- Boyhood
  - Birdman
  - Whiplash

#### Meilleur réalisateur
- Alejandro González Iñárritu pour Birdman
  - Wes Anderson pour The Grand Budapest Hotel
  - Richard Linklater pour Boyhood

#### Meilleur acteur
- Jake Gyllenhaal pour le rôle de Lou Bloom dans Night Call (Nightcrawler)
  - Benedict Cumberbatch pour le rôle d'Alan Turing dans Imitation Game (The Imitation Game)
  - Michael Keaton pour le rôle de Riggan Thomson dans Birdman

#### Meilleure actrice
- Tilda Swinton pour le rôle d'Eve dans Only Lovers Left Alive
  - Marion Cotillard pour le rôle d'Eva Cybulska dans The Immigrant
  - Reese Witherspoon pour le rôle de Cheryl Strayed dans Wild

#### Meilleur acteur dans un second rôle
- J. K. Simmons pour le rôle de Terence Fletcher dans Whiplash
  - Edward Norton pour le rôle de Mike Shiner dans Birdman
  - Mark Ruffalo pour le rôle de Dave Schultz dans Foxcatcher

#### Meilleure actrice dans un second rôle
- Patricia Arquette pour le rôle d'Olivia dans Boyhood
  - Jessica Chastain pour le rôle d'Anna Morales dans A Most Violent Year
  - Laura Dern pour le rôle de Bobbi dans Wild

#### Meilleur scénario
- The Grand Budapest Hotel – Wes Anderson
  - Birdman – Alejandro González Iñárritu, Nicolas Giacobone, Alexander Dinelaris et Armando Bo
  - Boyhood – Richard Linklater

#### Meilleur film en langue étrangère
- Snow Therapy (Turist)  Suède  France  Norvège
  - Ida  Pologne
  - We Are the Best! (Vi är bäst!)  Suède

#### Meilleur film documentaire
- The Overnighters
  - Citizenfour
  - Virunga

### Productions canadiennes

#### Meilleur film canadien
- Tu dors Nicole
  - Mommy
  - Enemy

#### Meilleur film de Colombie-Britannique
- Violent
  - Preggoland
  - Everything Will Be (en)

#### Meilleur réalisateur de film canadien
- Denis Villeneuve pour Enemy
  - Stéphane Lafleur pour Tu dors Nicole
  - Xavier Dolan pour Mommy

#### Meilleur acteur dans un film canadien
- Antoine Olivier Pilon pour le rôle de Steve Després dans Mommy
  - Jake Gyllenhaal pour le rôle d'Adam Bell et d'Anthony St. Claire dans Enemy
  - Maxwell McCabe-Lokos pour le rôle de Henry Andreas dans The Husband

#### Meilleure actrice dans un film canadien
- Julianne Côté pour le rôle de Nicole Gagnon dans Tu dors Nicole
  - Anne Dorval pour le rôle de Diane "Die" Després dans Mommy
  - Dagny Backer Johnsen pour le rôle de Dagny dans Violent

#### Meilleur acteur dans un second rôle dans un film canadien
- Marc-André Grondin pour le rôle de Rémi Gagnon dans Tu dors Nicole
  - Bruce Greenwood pour le rôle de Dr Toby Green dans Elephant Song
  - Callum Keith Rennie pour le rôle de Fast Freddy dans Sitting on the Edge of Marlene

#### Meilleure actrice dans un second rôle dans un film canadien
- Suzanne Clément pour le rôle de Kyla dans Mommy
  - Sarah Allen (en) pour le rôle d'Alyssa Andreas dans The Husband
  - Sarah Gadon pour le rôle de Helen dans Enemy

#### Meilleur scénario pour un film canadien
- Mommy – Xavier Dolan
  - Violent – Andrew Huculiak, Josh Huculiak, Cayne McKenzie et Joseph Schweers
  - Et (beaucoup) plus si affinités (What If) – Elan Mastai

#### Meilleur film documentaire canadien
- The Price We Pay
  - Just Eat It: A Food Waste Story
  - Everything Will Be (en)

#### Meilleur premier film par un réalisateur canadien
- Violent
  - The Valley Below
  - Sitting on the Edge of Marlene